# Ch’egwan
Ch’egwan (ur. X wiek, zm. 971?) – mnich buddyjski okresu Koryŏ.

## Życiorys
Jego działalność zbiegła się z promującymi buddyzm działaniami wczesnych królów Koryŏ.
W 11 roku panowania króla Kwangjonga (pan. 949-975), czyli w roku 960, Ch’egwan udał się do Chin, gdzie studiował nauki szkoły tiantai. Prawdopodobnie udał się do Chin na zaproszenie króla Wuyue (呉越王), który był oddanym buddystą i pragnął uzupełnić zestaw buddyjskich tekstów utraconych przez wojny i inne katastrofy. W 960 roku wysłał do Korei poselstwo z darami i prośbą o przysłanie brakujących tekstów buddyjskich. Do Chin został wysłany Ch’egwan, który przywiózł tam wiele różnych tekstów. Po powrocie w 962 (?) stał się reprezentatywnym mnichem koreańskiego odpowiednika szkoły tiantai – ch’ŏnt’ae.
Jego dziełem jest praca Ch’ŏnt’ae sagyoui (chiń. 天台四教儀 Tiantai sijiaoyi; pol. Cztery klasyfikacje ch’ŏnt’ae), która stała się sławna jako kyop'an (chiń. jiaopan) – podział doktryny. Podzielił w niej rozległy buddyjski system na "pięć okresów" i "osiem doktryn" (五時八教) oraz dwadzieścia pięć "skutecznych przygotowań" (二十五方便) do medytacyjnej metody szkoły ("zaprzestania") i czystego postrzegania (止觀法門), i dziesięć sposobów kontemplacji (十乘觀法). Ten dwutomowy tekst ten był wstępem do nauk Zhiyi (do dziś przetrwał jeden tom). Praca ta była niezwykle popularna w całej Azji południowo-wschodniej.
Żył w stanie nieustającej winy za przewinienia i zbrodnie innych. Aby zmniejszyć swoje odczucie winy wybudował klasztory Honghwa, Yu'am i Samgwi.